# Ceratophysella flectoseta
Ceratophysella flectoseta är en urinsektsart som beskrevs av Lin och Nian He Xia 1983. Ceratophysella flectoseta ingår i släktet Ceratophysella och familjen Hypogastruridae. Inga underarter finns listade i Catalogue of Life.